# Rajanovo srce
Rajanovo srce јe epizoda seriјala Mali rendžer (Kit Teler) obјavljena u Lunov magnus stripu #271. Epizoda јe premijerno u bivšoj Jugoslaviji objavljena u 23. septembra 1977. godine. Koštala je 10 dinara (0,54 $; 1,29 DEM). Epizoda je imala 95 strane. Nakon nje objavljen je strip "Nepogoda" nepoznatog junaka. Izdavač јe bio Dnevnik iz Novog Sada. Autor korica nije poznat. Sveska je ukupno imala 138 strana.

## Originalna epizoda
Epizoda je premijerno objavljena u Italiji u svesci #112. pod nazivom Il solitario del Pecos (srp. Usamljenik s Pekosa) objavljena u martu 1973. Sveska je koštala 200 lira (0,32 $; 1,27 DEM). Epizodu je nacrtao Frančesko Gamba, a scenario napisao Dečio Kanzio (Decio Cnazio). Originalne korice nacrtao je Franko Donateli, tadašnji crtač Zagora.

## Kratak sadržaj
Jašući pored reka Pekos, Kit nailazi na usamljenika po imenu Lans O Rajan, koji već godinu dana luta pustinjom sa željom da umre. Rajan mu priča svoju životnu priču. On je sin bogatog farmera koji je sa ocene imao ogroman ranč. Rajan je oboleo od srčanog oboljenja i zamalo umro. Doktor mu je da o godinu dana života. Otac je bio očajan što je nagnalo Rajana da ode sa ranča i umre daleko od njegovih očiju. On i Ki nastavljaju da jašu. Rajan često namerno ulazi u opasne i rizične situacije izazivajući smrt. Nailaze na ranč koji propada Miji Martin, mladoj lepoj devojci, koja ti živio sa dadiljom i njenom mužem. Nju teroriše porodica Mors. Pol Mors je najbogatiji i najokrutniji čovek u okolini. On želi ceo Blu Springs, na kojoj se nalazi Miin ranč. (Blu Springs su izvori koji navodnjavaju čitavu dolinu.) Rajan odlučuje da se samostalno obračuna sa Morsovima. Noću odlazi na njihovo imanje i preti ocu i sinu da prestanu da maltretiraju Miju.

## Pohvala scenarija
Recenzije su pohvalile scenrio Deča Kancija: "Canzio je, mora se priznati, odlično profilirao lik Lansa O'Rajana. Mladić s teškom dijagnozom koji broji posljednje tjedne svoga života, izaziva kod čitatelja veliku dozu suosjećanja. Sa svakom stranicom iščekuje se konačna sudbina nesretnog mladića." Kancio je kasnije napisoa scenarije za neke od najpopularnijih epizoda kao što su Leteći Holanđanin, Dvoboj u podne itd.

## Repriza ove epizode
Deo ove epizode repriziran je u Hrvatskoj u Ludensovoj ediciji Mali rendžer #56 pod naslovom Pandža čudovišta, koje je izašlo 2023. godine. U Srbiji ova epizoda još nije reprizirana.

## Prethodna i naredna sveska
Prethodna sveska Malog rendžera u LMS nosila je naziv Lozinka Maraton (LMS-270), a naredna Prepad u Kervilu (LMS-274). Ova epizoda je originalno trebalo da dođe posle sveske Tajna jezera Bjukena (LMS-255), koja je u okviru LMS izašla nekoliko meseci ranije.